# Phil Upchurch

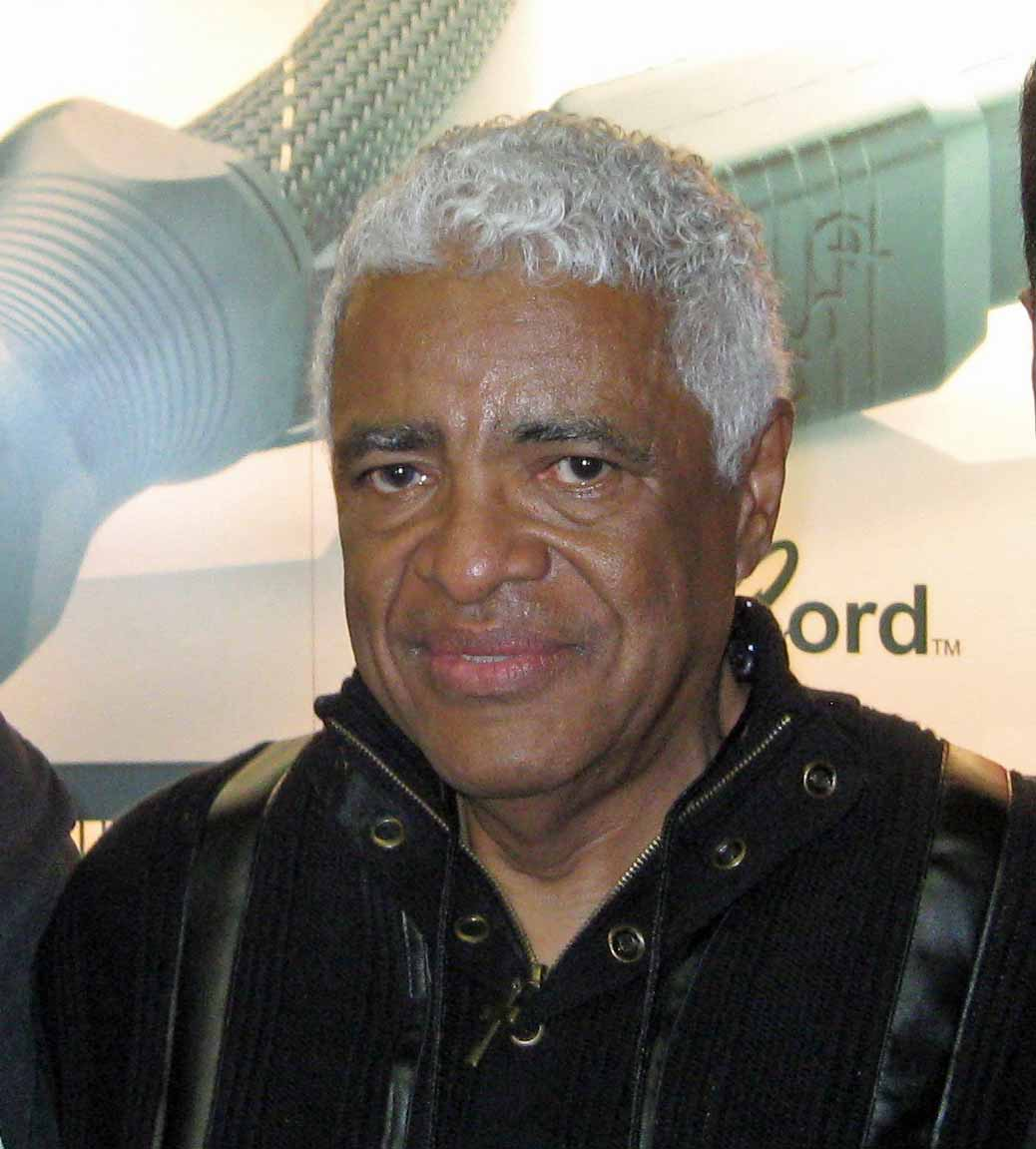
Phil Upchurch, 2012

Phil Upchurch (* 19. Juli 1941 in Chicago) ist ein US-amerikanischer Jazzgitarrist und Bassgitarrist des Rhythm and Blues und Rockjazz.

## Leben und Wirken
Phil Upchurch begann seine Musikerkarriere in R&B Bands, wie den The Kool Gents, The Dells und  The Spaniels. 1961 formierte er eine eigene Band, mit der er den Hiterfolg „You Can't Sit Down“ einspielt, der #30 der US-Charts erreichte. Der Band gehörten damals der Organist Cornell Muldrow, der Saxophonist David „Bubba“ Brooks, der Trompeter Mac Johnson und der Schlagzeuger Joe Hoddrick an. 1966 wirkte er an Stan Getz´ Hommage an Burt Bacharach, What the World Needs Now, mit. In den 1970er Jahren arbeitete Upchurch mit dem Keyboarder Tennyson Stephens zusammen; deren Album Upchurch/Tennyson erschien auf CTI Records im Jahr 1975,   produziert von Creed Taylor, die Arrangements stammten von Bob James. 1974 wirkte er an einem der letzten Alben von Cannonball Adderley (Pyramid) vor dessen Tod mit.
Upchurch wirkte als gefragter Sessionmusiker auf Alben von Bo Diddley, Muddy Waters, Jimmy Reed und Howlin’ Wolf mit. In den 1970er Jahren wirkte er vor allem auf verschiedenen Fusion-Alben mit, wie von Dizzy Gillespie (The Real Thing, 1970), Grover Washington, George Benson (Breezin´, 1976) und The Crusaders.  In den 1980er und 1990er Jahren arbeitete er mit Joey DeFrancesco, Red Holloway, Chaka Khan, Booker T. Jones, Leroy Hutson, John Klemmer, Jack McDuff, Carmen McRae, John Pisano, David Sanborn, Jimmy Smith und Michael Jackson (so auf dem Album Off The Wall) zusammen.
Upchurch erhielt 1997 den Pioneer Award der Rhythm and Blues Foundation.

## Diskographie
- You Can’t Sit Down (Boyd 1961)
- You Can’t Sit Down, Part Two (United Artists 1961)
- Twist the Big Hit Dances (United Artists 1961)
- Feeling Blue (Milestone 1968)
- Upchurch (Cadet Concept 1968)
- The Way I Feel (Cadet Concept 1969)
- Darkness, Darkness (Blue Thumb Records 1972)
- Lovin’ Feelin’ (Blue Thumb 1973)
- Upchurch Tennyson (Kudu 1975)
- Phil Upchurch (1978)
- Revelation (Jam 1982)
- Name of the Game (Jam 1983, mit Marlena Shaw)
- Companions (Paladin 1985)
- L.A. Jazz Quintet (Pro Arte 1986)
- All I Want (Ichiban 1991)
- Whatever Happened to the Blues (Go Jazz 1992, mit Clyde Stubblefield, Fred Wesley, James Van Buren, Jevetta Steele, Lenny Castro, Les McCann, Maceo Parker, Pee Wee Ellis, Pops Staples, Rosie Gaines)
- Love Is Strange (Go Jazz 1995, mit Chaka Khan, Mavis Staples, Ben Sidran und Bob Malach)
- Whatever Happened to the Blues? (Ridgetop/Bean 1997)
- Rhapsody & Blues (Go Jazz 1999)
- Tell the Truth! (Evidence 2001)